# Mammillaria anniana
Espèce
Statut de conservation UICN

 CR B1ab(iii,v)+2ab(iii,v) : 
En danger critique
Mammillaria anniana est une espèce de cactus du genre Mammillaria endémique des états du Puebla et d'Oaxaca, au Mexique. L'espèce est en danger critique d'extinction à l'état sauvage ; une estimation porte à seulement 500 le nombre de spécimens adultes au monde.

## Description
La plante est constituée d'un tronc central, couvert d'épines à la pointe recourbée, placées autour de nœuds doublées de poils. Ces poils servent principalement à réguler la consommation et la retenue de l'eau dans la plante, une meilleure régulation de la température et une barrière pour certains insectes.
La floraison (en Europe et plus généralement au niveau du tropique du Cancer) se fait de mars à juillet. Les fleurs d'albilanata se présentent la plupart du temps en couronne, sur la partie supérieure de la plante, exposée à la lumière du soleil et aux insectes et oiseaux pollinisateurs. Les fleurs sont campanulées de couleur jaune pâle, de 8-14mm de long sur 6-9mm de diamètre, légèrement étranglées au dessus de l'ovaire. Pistil à stigmates blanchâtres.

Fruits rouges, cylindriques à en forme de massue de 10-15mm de long sur 1,5-3mm de diamètre, matures 2 mois après la floraison. Graines noires plus ou moins sphériques de 1mm de long sur 0,75mm de large. 
C'est un cactus cespiteux, à tiges sphériques de 1,5-4cm de diamètre, vert vif ou moyen. Les tubercules sont cylindriques, de 4-8mm de long sur 4mm de large à la base (6-7mm de large à la base selon Reppenhagen), sans latex. Racines fibreuses.
Aréoles de l'extrémité des tubercules de 2mm de diamètre, portant 5-9 épines centrales jaune à ambre, de 9-12mm de long, dont 1 souvent crochue à l'extrémité chez les plantes âgées, et les autres droites et plus courtes, et 13-14 épines radiales jaune pâle blanchâtre, plus fines, de 6-11mm de long. Axiles des tubercules portant 4-5 soies de jusqu'à 13mm de long.

## Étymologie
Le terme provient de deux mots latins: 
Mammillaria: en forme de mamelle, proéminence.
et 
anniana: en l'honneur d'Anni Lau, la femme du pasteur et botaniste allemand établi au Mexique, Alfred Bernhard Lau (de) (1928-2007).

## Habitat
Mexique, Tamaulipas: connu uniquement autour du Cerro Bernal, un pic volcanique isolé (à 800 m d'altitude selon Lau, 350 m selon Reppenhagen). Ce qui explique sa rareté et le danger d'extinction de cette espèce.

## Synonymes
- Mammillaria hahniana